# Jimmy van Schie
Jimmy van Schie (Breda, 2 oktober 1993) is een Nederlands darter die uitkomt voor de WDF en de PDC.

## Carrière
Van Schie maakte zijn debuut op de  PDC Pro Tour in 2010, waar hij deelnam aan Players Championship 28 in Nuland, maar werd uitgeschakeld in de eerste ronde. Hij maakte deel uit van het Nederlandse jongensteam op de WDF Europe Youth Cup 2011, samen met Jimmy Hendriks, Jeffrey de Zwaan en Mike Zuydwijk, die de gouden medaille voor de jongens overall wonnen.
Hij beleefde zijn doorbraakjaar in 2024. Tijdens het WDF-seizoen van 2024 won hij acht titels. Hij begon het jaar met het winnen van de Romanian Classic, waarbij hij zijn landgenoot Alexander Merkx met 5-4 versloeg in de finale. Hij volgde zijn eerste titel op door het Team X-Treme Open, Swiss Open, Catalonia Open, Italian Grand Masters, Belfry Open en de Hungarian Classic te winnen. Hij sloot het seizoen af met een overwinning op de Czech Open, waar hij Andreas Harrysson met 5-2 versloeg om de titel te winnen. Hij haalde ook de finale van de Denmark Open en World Open, waarbij hij verloor van Connor Scutt en Reece Colley. Zijn rankingpunten die hij gedurende het jaar verzamelde, zorgden ervoor dat hij steeg naar nummer 1 in de WDF-mannenranglijst.
Van Schie behaalde in hetzelfde jaar ook succes in de PDC. Hij won zijn eerste PDC Challenge Tour-titel bij Event 18, waar hij Daniel Ayres met 5-4 versloeg in de finale. Hij eindigde het jaar als tiende op de Challenge Tour Order of Merit. Van Schie keerde voor het eerst in veertien jaar terug naar de PDC Pro Tour na zijn Challenge Tour-resultaten en bereikte twee keer de laatste 32. Hij bereikte de finale van de West-Europese kwalificatie voor het PDC World Darts Championship 2025, maar miste matchdarts voordat hij uiteindelijk met 7-6 verloor van Stefan Bellmont.
Nadat hij het PDC World Championship had gemist, maakte Van Schie zijn debuut op het WDF World Darts Championship 2024, waar hij de tweede ronde inging als nummer 2. Hij werd gezien als favoriet om de titel te winnen vanwege zijn vorm bij WDF-evenementen. Hij won zijn openingswedstrijd tegen Björn Lejon met 3-0 in sets met een gemiddelde van 98,98. Van Schie werd echter in de derde ronde uitgeschakeld in het toernooi en verloor met 3-1 van de regerend Nederlands Open kampioen Jarno Bottenberg.

## Resultaten op wereldkampioenschappen

### WDF
- 2024: Laatste 16 (verloren van Jarno Bottenberg met 1–3)